# Ovella de Soay

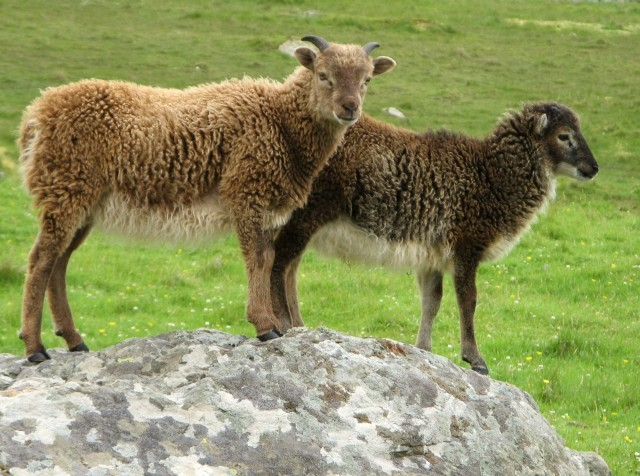
Exemplars de raça Soay a l'illa d'Hirta.

L'ovella de Soay és una raça primitiva d'ovella autòctona de l'illa de Soay a l'arxipèlag escocès de Saint Kilda, a uns 65 km a l'oest de les Hèbrides Exteriors. De colors foscos i llana escassa, el seu aspecte recorda més el d'un mufló (Ovis orientalis orientalis) o un urial (Ovis orientalis vignei), amb els quals està emparentada, que no pas el d'una ovella. No és clar si el seu origen es remunta al Neolític, o bé es tracta d'una població portada pels vikings. El 1930 un ramat d'aquestes ovelles es va portar a la veïna illa d'Hirta, després que s'evacués la població humana d'aquesta illa. Les poblacions actuals viuen en estat salvatge, sense depredadors, i són un model ideal per a l'estudi de poblacions tancades i aïllades, que presenta pujades i davallades cícliques quan s'arriba vora els límits de càrrega de l'hàbitat.